# 1Up
1Up er en amerikansk film fra 2022 af Kyle Newman.

## Medvirkende
- Paris Berelc som Vivian
- Taylor Zakhar Perez som Dustin
- Hari Nef som Sloane
- Ruby Rose som Parker
- Nicholas Coombe som Owen
- D.J. Mausner som Diane
- Madison Baines som Lilly
- Lolita Milena som Jenna